# Берта Паппенгайм
Берта Паппенгайм (нім. Bertha Pappenheim; 27 лютого 1859, Відень — 28 травня 1936, Ной-Ізенбург, Гессен) — громадська діячка, захисниця прав жінок, засновниця Юдейського союзу жінок (нім. Jüdischer Frauenbund). Відстоювала право жінок на освіту, роботу та захист від проституції. Також відома як пацієнтка Йозефа Бройера і Зигмунда Фрейда Anna O. Розглянутий в «Нарисах про істерію» (1885) випадок Анни О. дав поштовх Фрейду для початку розробки його теорії істерії, а згодом і психоаналізу. 

## Біографія

### Дитинство
Берта Паппенгайм народилася 27 лютого 1859 року в Відні в родині Зігмунда (1824–1881) і Рехи (1830–1905) Паппенгайм, третьою дитиною. Батько Берти родом з Прессбурга (нині — Братислава), прізвище «Паппенгайм» вказує на франкське походження. Мати, до шлюбу Гольдшмідт (Goldschmidt), — родом з Франкфурта-на-Майні. Обидві сім'ї були заможні і міцно пов'язані з ортодоксальним юдаїзмом. Берта Паппенгайм виховувалася у відповідності до традицій, відвідувала католицьку школу для дівчаток. Її життя було розмірене єврейським календарем свят і регулярними літніми поїздками в Бад-Ішль.
У 8 років її старша сестра Генрієтта (1849–1867) померла від туберкульозу. Коли Берті було 11 років, сім'я переїхала з Леопольдштадта, заселеного переважно бідними євреями кварталу Відня, на Ліхтенштейнштрассе. В 16 років Берта покинула школу, присвятила себе фізичній праці і допомагала матері в приготуванні кошерних страв. У той же час, брат Вільгельм (1860–1937), який був всього на 18 місяців молодшим від Берти, відвідував гімназію, чому Берта дуже заздрила.

### Хвороба
Влітку 1880 року, коли родина знову відпочивала в Бад-Ішлі, батько Берти важко захворів плевритом, що стало поворотним пунктом в житті Берти Паппенгайм. Під час безсонної ночі біля ліжка хворого в неї раптово почались галюцинації і напади страху. Надалі її захворювання набуло ширшого спектру різних симптомів:
- Порушення мови (афазія): часом вона взагалі не могла говорити, часом — говорила тільки англійською, часом навіть французькою або італійською. Але розуміла німецьку вона завжди. Напади афазії іноді тривали днями, а іноді — тільки в певний час доби.
- Невралгія: вона страждала нервовими болями в області обличчя, які лікували морфіном і хлоралом. Медикаментозна терапія привела до залежності від морфіну і хлоралу. Болі були настільки сильні, що лікарі подумували про розтин трійчастого нерва.
- Парези: паралічі і оніміння кінцівок відбувалися переважно з одного боку. Через параліч правої руки їй довелося вчитися писати лівою.
- Порушення зору: з'являлися швидкоплинні порушення очної моторики, косоокість. Вона сприймала предмети дуже збільшеними.
- Коливання настрою: Протягом довгих проміжків часу у неї виявлялися переходи від тривожних станів до депресії, які чергувалися зі станом розслаблення й відчуженості.
- Амнезія: в одному стані хвора не пам'ятала про події або свої вчинки, які відбувалися під час інших станів.
- Порушення харчової поведінки: в критичних ситуаціях вона не їла ніякої їжі. Під час одного спекотного літа вона на тиждень відмовилася від рідин і харчувалася тільки фруктами.

Спочатку сім'я не реагувала на ці симптоми хвороби. Тільки в листопаді друг сім'ї лікар Йозеф Броєр взявся за лікування. Він спонукав пацієнтку, іноді в стані неглибокого гіпнозу, до розповідання історій, що призвело до часткового поліпшення картини хвороби, в той час як загальний стан погіршувався. З 11 грудня 1880 року Берта Паппенгайм була на багато місяців прикута до ліжка.
5 квітня 1881 року помер батько Берти. Не витримавши втрати, вона спочатку «впала в повне заціпеніння» і багато днів відмовлялася від їжі. Згодом їй стало гірше, так що 7 червня 1881 року її проти її волі помістили в санаторій «Inzersdorf», де вона в наступні роки перебувала ще три рази (частково за власним бажанням). Першого разу Берта залишилася в санаторії до листопада 1881 року. Повернувшись у сім'ю, вона продовжила лікування у Броєра.
Болісний і повільний прогрес «роботи спогадів», під час якої пацієнтка (згідно роботі Броєра і Фрейда) згадувала по епізодам і «розплутувала» (auflösen) одиничні симптоми, згідно Броєру досяг мети 7 червня 1882 року, після того як Берта реконструювала першу ніч з галюцинаціями в Ішлі. «З тих пір вона абсолютно здорова» — такими словами закінчує Брейер щоденник в історії хвороби.

### Санаторій Бельв'ю
Вже 12 липня Броєр направив Берту Паппенгайм в очолювану Робертом Бінсвангером приватну клініку Бельв'ю в Кройцлінгені на озері Бодензеє. Після лікування в Бельв'ю вона більше не користувалася послугами Броєра.
Під час перебування в Кройцлінгені Берта відвідала свого кузена Фріца Гомбургера (Fritz Homberger) і свою кузину Анну Еттлінгер (Anna Ettlinger) в Карлсруе. Остання була співзасновницею жіночої гімназії в Карлсруе, яку також відвідувала Рахель Штраус. Остання присвятила себе літературній праці — у 1870 році у статті «Бесіда про жіноче питання» (Ein Gespräch über die Frauenfrage) вона вимагала для жінок рівні права на освіту. Рахель давала приватні уроки і організувала «літературні курси для дам». Берта Паппенгайм прочитала їй кілька власних казок, і кузина, яка була на 14 років старша неї, порадила продовжити літературну діяльність.
Крім того, в кінці 1882 року Паппенгайм проходила курси з догляду за хворими, які пропонувало "Баденське жіноче товариство". Метою курсів була підготовка молодих жінок до керівних посад установ з догляду за хворими. Однак візит був обмежений в часі, і Берта не змогла закінчити навчання.
29 жовтня 1882 року Берта була виписана, її стан на той час покращився. У наступні роки, про які мало відомо, вона вела замкнуте життя з матір'ю в Відні. На цей час припадають три поїздки з метою лікування в Інцерсдорф — хвороба не була подолана.
Всупереч хворобі Берта Паппенгайм була сильною особистістю. Броєр описує її як жінку «дивно гостру на вигадку, зі значним інтелектом і гострозорою інтуїцією [...]».

## Феміністична діяльність
У віці 29 років, в листопаді 1888 року, Берта переїхала разом з матір'ю у Франкфурт-на-Майні. Її родичі у Франкфурті сповідували частково ортодоксальний юдаїзм, частково — ліберальний. На відміну від Відня, тут проявляли великий інтерес не тільки до благодійності, але також до науки і мистецтва. Такі сім'ї як Гольдшмідт і Оппенгейм були відомі як меценати у мистецтві та колекціонери, вони підтримували наукові та академічні проєкти, особливо під час заснування Франкфуртського університету.
У такому оточенні Берта Паппенгайм почала інтенсивну літературну творчість (перші публікації в 1888 році, спочатку анонімно, потім під псевдонімом «P. Berthold»), а також зайнялася громадською діяльністю. Спочатку працювала в їдальні для бідних і лекторкою в притулку для дівчаток-сиріт Юдейського жіночого товариства (Israelitischer Frauenverein). У 1895 році вона очолила притулок на правах уповноваженої, а через рік її затвердили на посаді. До Берти Паппенгайм притулок готував вихованок виключно до подальшого шлюбу. За 12 років роботи їй вдалося зорієнтувати освіту на професійну незалежність.
У 1895 році у Франкфурті проходив з'їзд Загального німецького жіночого об'єднання (Allgemeiner Deutscher Frauenverein, ADF). Паппенгайм прийняла в ньому участь, а пізніше сприяла створенню місцевого відділення ADF. У наступні роки вона публікувала статті про права жінок в журналі «Ethische Kultur», а потім перевела німецькою роботу Мері Волстонкрафт «На захист прав жінок».

### Юдейський жіночий союз
У жовтні 1902 року у Франкфурті під час Першої німецької конференції по боротьбі з торгівлею жінками Берті Паппенгайм і Сарі Рабинович доручили поїздку в Галичину з метою вивчення місцевої соціальної обстановки. В оприлюдненому в 1904 році звіті про багатомісячну поїздку вона описує поєднання аграрної відсталості і початку індустріалізації, а також проблеми пов'язані з конфліктом хасидизму і сіонізму.
На Міжнародній жіночій конференції (International Council of Women) 1904 року в Берліні було прийнято рішення про заснування національної єврейської громади жінок, яка мала об'єднати громадські та емансипаційні прагнення єврейських жіночих товариств, подібно заснованій Геленою Ланге в 1894 році Спілці німецьких жіночих об'єднань (Bund Deutscher Frauenvereine, BDF). Берту Паппенгайм обрали першою головуючою Єврейського союзу жінок (Jüdischer Frauenbund, JFB), яким вона керувала ще 20 років, і в діяльності якого вона брала участь все життя. У 1907 році Єврейський союз жінок приєднався до BDF. У 1914–1924 роках Берта була членом правління BDF.
Цілі JFB були з одного боку феміністичними - розширення прав жінок і вимога вільної трудової діяльності єврейок, з іншого - відповідали традиційним цілям єврейської філантропії — заняття благодійністю як дотримання заповіді. Берті Паппенгайм не завжди було легко об'єднати різні прагнення. Особливо викликало роздратування те, що вона в боротьбі проти торгівлі жінками говорила не тільки про єврейських жінок як про жертв, а й про єврейських чоловіків як про винуватців злочину.
Берта критикувала образ жінки в іудаїзмі. Як учасниця німецького жіночого руху вона вимагала включення ідеалу рівноправності в юдаїзм. Йшлося насамперед про освіту і рівноправність у професійній діяльності.
Висловлення Берти Паппенгайм в перший день з'їзду JFB 1907 року — «Для юдейського закону жінка не є ні індивідом, ні особистістю, її визнають і розцінюють лише як сексуальний об'єкт» — призвело до жорсткої реакції з боку ортодоксальних рабинів і єврейської преси. Заперечувалися оприлюднені Паппенгайм факти — торгівля жінками, зневага до незаконнонароджених єврейських сиріт, її звинувачували в «образі єврейства». Емансиповані євреї з ліберальними політичними поглядами також займали традиційну патріархальну позицію в жіночому питанні.
JFB безперервно зростав, і до 1907 року налічував 32 000 членів у складі 82 об'єднань, а іноді налічував більше 50 000 осіб, що робило його найбільшою благодійною єврейською організацією в світі.
У 1917 році Берта Паппенгайм зажадала «покласти край розколу роздробленості єврейської благодійної допомоги», що було досягнуто створенням досі існуючої Центральної благодійної організації євреїв Німеччини (Zentralwohlfahrtsstelle der Juden in Deutschland). 
Після захоплення влади нацистами в 1933 році Берта Паппенгайм ще раз взяла на себе керівництво JFB, але в 1934 році вона знову відмовилася від посади через ідеологічні розбіжності. Незважаючи на загрозу німецьким євреям, Берта була проти сіонізму, в той час як в JFB, як і в німецькому єврейство взагалі, підтримка сіонізму тільки посилювалася. Особливо сприяло конфлікту її ставлення до молодіжної ситуації. Вона відкидала еміграцію дітей і молоді в Палестину без батьків, що залишилися в Німеччині. Проте, в 1934 році вона сама переправила групу дітей у Велику Британію. Після прийняття Нюрнберзьких законів 15 вересня 1935 році Берта змінила свою думку і виступала за еміграцію євреїв. Після смерті Берти Паппенгайм її функції в JFB частково перейняла Ханна Кармінськи (Hannah Karminski). У 1939 році нацисти розпустили Єврейський жіночий союз.

### Ной-Ізенбург
Берта Паппенгайм була засновницею або ініціаторкою багатьох організацій, до яких належать дитячі будинки, виправні будинки та навчальні заклади. На її погляд, головним її життєвим досягненням був гуртожиток для дівчат в Ной-Ізенбурзі.
У 1901 році, після доповіді Берти Паппенгайм для «Юдейського об'єднання допомоги» (Israelitischer Hilfsverein), сформувалося об'єднання жінок, яке спочатку як відділення юдейського об'єднання взаємодопомоги, потім з 1904 року як незалежне об'єднання Жіноча турбота (Weibliche Fürsorge), що мала на меті координацію і професіоналізацію роботи над різними соціальними ініціативами і проєктами.
Приблизно з 1906 році Берта поставила за мету заснувати жіночий гуртожиток для підтримки незаконнонароджених єврейських жінок і / або жінок, яким загрожувала проституція або продаж в рабство. У гуртожитку повинні були здійснитися вироблені нею принципи єврейської соціальної роботи:
- На відміну від традиційної єврейської благодійності, сучасна соціальна робота повинна бути спрямована на виховання самостійності.
- За принципом «подальшого піклування», необхідно супроводжувати життєвий шлях колишніх мешканок протягом тривалого часу, щоб уникнути нових знущань.
- Не повинно бути: «... ніякого установи для підопічних в плані закону, ніякого присвяченого організації кам'яного монумента з написами, ніяких вдячних табличок, коридорів, спалень і їдалень, ніяких початкових шкіл з карцером, келіями та однією чільною директорською сім'єю, а будинком, навіть, якщо це ерзац єдино бажаного хорошого сімейного виховання[13].
- Мешканки повинні бути оточені єврейською традицією і культурою.
- Обстановка повинна бути простою, щоб мешканки добре ознайомилися з умовами та вимогами дрібнобуржуазного господарства.

Луїза Гольдшмідт, родичка матері Берти, надала для заснування жіночого гуртожитку двоквартирний будинок в Ной-Ізенбурзі, неподалік від Франкфурта-на-Майні з його клініками і громадськими організаціями. На відміну від прусського Франкфурта, гессенський Ной-Ізенбург з більш м'якими законами пропонував до того ж переваги для осіб без громадянства.
На облаштування будинку було витрачено 19 000 марок. 25 листопада 1907 будинок був готовий для свого призначення — надавати «захист для потребуючих захисту і виховання для потребуючих виховання».
У будинку було мало зручностей, за що його іноді критикували. Наприклад, у ванній не було водопроводу, а центральне опалення було проведено тільки в 1920 році. Проте все було передбачено для послідовного дотримання законів кашруту. Була навіть використовувана тільки раз на рік великодня кухня, яка перебувала в напівпідвальному приміщенні.
Зображення мистецтва в будинку і в саду служили освіті мешканок, наприклад, дитячий колодязь «Вигнаний лелека» Фрітца Корміса (Fritz J. Kormis), зроблений за мотивами казки Берти Паппенгайм, читання, маленькі театральні виступи та доповіді, одним з авторів яких був відомий філософ і письменник Мартін Бубер (Martin Buber), який як друг Паппенгайм кілька разів був у неї в гостях.
Померла 28 травня 1936 року.